# Precinematografía

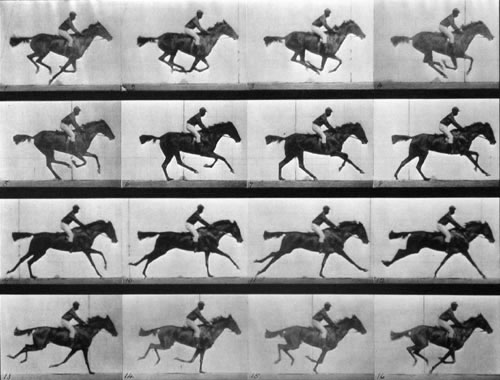
Caballo en movimiento de Muybridge.

La precinematografía (también, en apócope, el precine), es el conjunto de inventos y tecnologías que durante un período han ido conformando los orígenes del cinematógrafo (cuya fecha de invención está establecida en diciembre de 1895).
Pero siglos antes del cinematógrafo existieron espectáculos basados en imágenes e incluso en imágenes de luz con movimiento, intentando conseguir mostrar al público la “última maravilla de la ciencia”. En el capítulo más primitivo se encuentran las sombras chinescas y blancas; luego fueron apareciendo las fantasmagorías; el microscopio solar; los cuadros disolventes; el agioscopo eléctrico; el panorama con el intento de la representación total; el diorama que se basa en la representación en dos dimensiones de una figura cualquiera, combinándose con cambios de luz; y las diversas cajas ópticas que se observaban individualmente mirando en su interior, como el tutilimundi o titirimundi, "mondinovo" o mundonuevo, y los cosmoramas, neoramas o polioramas.
Esta lenta evolución dio como resultado lo que luego se conocería como cine, el producto final de esa necesidad del ser humano de expresarse mediante imágenes haciendo uso de las posibilidades y técnicas de cada época, un invento que sedujo a todos los públicos y desplazó al resto de espectáculos visuales.

## Breve introducción a la historia de la precinematografía

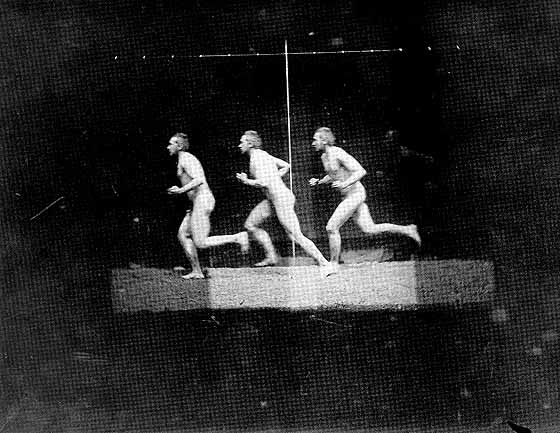
Ejemplo de cronofotografía.

El cine fue producto de una lenta evolución experimental hasta llegar al «Cinematógrafo» (cinématographe) de los hermanos Lumière. El objetivo de miles de personas, inventores, fabricantes de juguetes o de comerciantes fue entretener al mundo mediante imágenes y fue además de un impulso una necesidad de la especie humana de expresarse mediante imágenes utilizando las técnicas y posibilidades de cada momento. La base del cine está en el desarrollo de la ciencia y la técnica, este incesante interés por encontrar nuevas salidas exigió la constante aplicación de la técnica y de la investigación sobre los nuevos descubrimientos.
Uno de los primeros avances científicos que llevó directamente al desarrollo del cine fueron las observaciones de Peter Mark Roget, que en 1824 publicó un importante trabajo científico con el título de Persistencia de la visión. En lo que afecta a los objetos en movimiento, en él se establecía que el ojo humano retiene las imágenes durante una fracción de segundo después de que el sujeto deja de tenerlas delante. Este descubrimiento estimuló a varios científicos a investigar para demostrar el principio de la persistencia de la imagen en la retina. Concretamente, se descubrió que si 16 imágenes de un movimiento que transcurre en un segundo se hacen pasar sucesivamente también en un segundo, la persistencia de la visión las une y hace que se vean como una sola imagen en movimiento. Esta teoría fue más tarde sustituida por el fenómeno phi y ambas formarán parte de la base de la teoría del cine.
Entre tanto nace la fotografía y ya en 1852, las fotografías comenzaron a sustituir a los dibujos en los aparatos para ver imágenes animadas. En 1877 el fotógrafo Eadweard Muybridge empleó una batería de 24 cámaras para grabar el ciclo de movimientos del galope de un caballo.
Posteriormente (la cronofotografía)el cronofotógrafo portátil, una especie de fusil fotográfico, movía una única banda que permitía obtener doce imágenes en una placa giratoria que completaba su revolución en un segundo. 
En 1890 Thomas Edison construyó un laboratorio en Nueva Jersey, que se convirtió en el primer estudio de cine del mundo. Su ayudante William K. L. Dickson está considerado por algunos como el diseñador de la primera máquina de cine, el kinetoscopio, aunque no era propiamente una máquina para grabar imágenes.
Finalmente fue en Francia en 1895 cuando los hermanos Lumière llegaron al cinematógrafo, primer aparato que se puede calificar auténticamente de cine.

## Dispositivos precinematográficos

### Sombras chinescas
El Cine es literalmente la historia de las luces y sombras. El precedente más antiguo son las sombras chinescas. Consisten básicamente en la interposición de manos, siluetas u objetos entre una fuente de luz y una superficie lisa. Las luces y sombras proyectadas para crear una ilusión, por un soporte opaco, o translúcido o transparente es, sin duda, el pre-cine.
El arte de las sombras chinescas trata de la dinastía Han, en China, de hace unos dos mil años. Durante la dinastía Son, se vivió una etapa de gran prosperidad. Según registros históricos en la capital de la dinastía Son del Norte se veía funciones ofrecidas por pequeños grupos de sombras chinescas en muchas calles y callejones. Posteriormente se extendieron por otros países hasta llegar a Europa. Dentro de este apartado cabe señalar los teatros de sombras (juguetes comercializados en el siglo XIX para un consumo particular) y las sombras blancas (sobre un cartón se vacían las partes del dibujo que deben aparecer en blanco en la pantalla).

### Linterna mágica
Se puede decir que la linterna mágica fue el artilugio más popular, difundido y duradero de comunicación audiovisual anterior al cine. El jesuita alemán Atanasius Kircher (1602-1680), en el siglo XVII, basándose en el diseño de la cámara oscura, la cual recibía imágenes del exterior haciéndolas visibles en el interior de la misma, invirtió este proceso, llevando las imágenes de dentro afuera. La linterna mágica ofrecía imágenes de otros países, monumentos, paisajes urbanos, y en el siglo XVIII convirtiéndose también en un instrumento de difusión/concienciación política.
Inicialmente era muy precaria, las mejoras aumentaron la calidad de la imagen, la regulación y potenciación de la luz, la mejora de las lentes, la posibilidad de encadenar placas simultáneamente, la proyección de opacos, los diferentes sistemas de mecanización de las placas de vidrio para dar movimiento a las imágenes, etc. 
La linterna mágica en el último cuarto del siglo XIX posibilita la proyección de fotografías, desplazando a las placas de vidrio pintadas a mano.

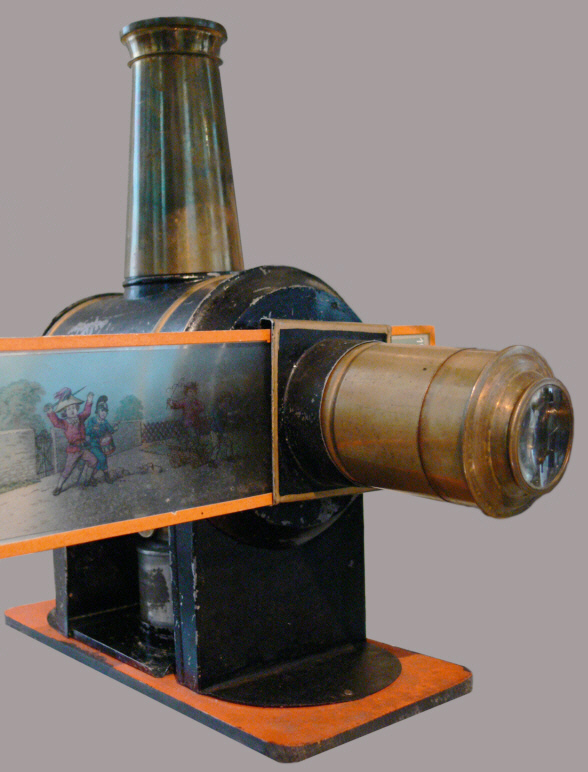
Linterna mágica.

### Fantasmagoría
Una variante del espectáculo de linterna mágica fue la fantasmagoría. Consistía en las proyecciones de fantasmas diablos que buscaban provocar miedo en el espectador. Es a Etien-Gaspar Robert conocido como Robertson a quien se le atribuye la creación de la fantasmagoría. 

### Cajas ópticas
Se tratan de imágenes que se observaban individualmente mirándose en su interior (titirimundi, mundonuevo, cosmorama, neorama o poliorama). Los elementos ópticos fundamentales , conocidos como zoograscopio (compuestos de una gran lente de aumento, lupa, sostenida verticalmente por un pie de mesa, detrás de la cual hay un espejo a 45° donde el grabado colocado sobre la mesa queda reflejado. Al mirar la imagen a través de la lente el aumento produce un efecto en relieve, al comprobar que metidos en una cabina con unos visores hacía que la imagen fuera más espectacular, se convirtió en una caja óptica o mundo nuevo dentro de la cual se pueden agrupar artilugios como los cosmoramas, dioramas y panoramas.

### Cosmoramas
El cosmorama era una atracción popular itinerante, aunque también existían algunos montados en locales estables. Se expandió ya en la época romántica. Imágenes de paisajes, ciudades, monumentos o escenografías fantásticas, batallas... Pequeñas vistas al óleo o la acuarela que se exponían a una cierta distancia vistas través de cristales o visores que deformaban ligeramente la visión. El forzamiento de la perspectiva caracterizaba también las imágenes paisajistas de los cosmoramas. Se dice que fue inventado en París en 1808 por el abad Gazzera. Después surgirían efectos diorámicos sobre una imagen traslúcida que al cambiarle la iluminación delantera por la trasera varía la escena, generalmente del día a la noche, ya que está pintada y troquelada por delante y por detrás. Los Neorama (imágenes de iglesias) Polioramas (vistas urbanas) o Panoramas.

### Panorama

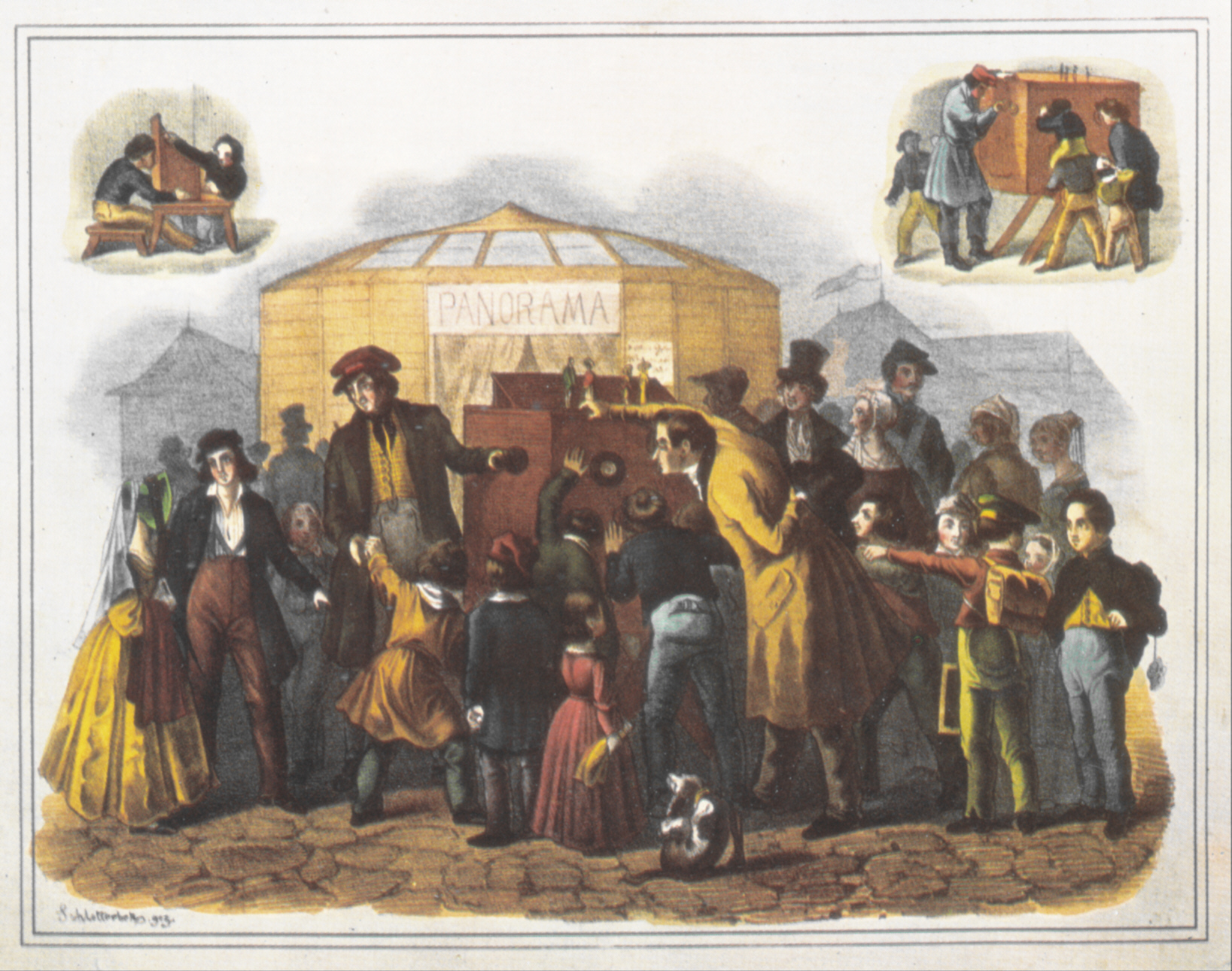
Modelo mecánico de un Panorama ambulante en la Europa central de mediado el siglo XIX, según una litografía de F. Schlotterbeck y Karl Thienemann.

La palabra panorama proviene del griego pan(todo) y horama (vista). Como invento se atribuye a Robert Barker hacia finales del siglo XVIII, un irlandés residente en Edimburgo, que exhibió una vista de la ciudad pintada en papel sobre un círculo de lienzo de ocho metros de diámetro. Este primitivo panorama consistía en una tela de medidas gigantescas en un local estable en la que había pintada una vista panorámica que dispuesta de forma circular e iluminada desde el techo, era vista por los espectadores situados en el centro del círculo quedando estos imbuidos en la imagen. Se le ha considerado el primer medio visual de masas de la historia. 
La primera denominación que se le dio fue le nature à coupd´oeil (la naturaleza a primera vista). La denominación panorama aparece por primera vez en 1792 en un anuncio de The Times. Muy poco después, se creaban en París simultáneamente dos panoramas: Una vista de París desde el tejado de las Tullerias y La evacuación de Toulon por los ingleses en 1793. El primer panorama que se montó en España fue en Cádiz en 1845. Hacia 1800 el término Panorama ya se había introducido en todas las lenguas europeas. En 1881 el Diccionary of BuildingTems lo definió como: 
Un edificio en él se exhibe una pintura denominada panorama, pintada sobre la pared de una rotonda, cubierta por una cúpula o por un tejado en forma de cono. Estas pinturas son fieles reproducciones de lo que se ve desde un lugar, como cuando se mira en todas direcciones y tan lejos como el ojo pueda ver. Para alcanzar ese objetivo el espectador se sitúa en una plataforma o galería circular, que simula una torre, colocada en el centro de la rotonda; la luz debe caer desde arriba sobre el cuadro, penetrando por una zona acristalada situada en la parte baja del tejado. Un parasol de gran diámetro, suspendido de la vigas, mantiene el espectador en la oscuridad a la vez que oculta la fuente de luz.
Los temas que trataban eran la visión privilegiada y dominadora de las ciudades, el viaje a otros lugares, la contemplación de grandes acontecimientos históricos y militares… Reúne múltiples aportaciones precedentes, alcanzando esa sensación de realidad: la perfección de la técnica de la perspectiva (las pinturas al fresco de los techos y decorados teatrales del barroco), la exactitud de los grabados topográficos al estilo alemán o las precisas elaboraciones de los pintores vedutistas italianos del siglo XVIII.El Panorama: una manifestación 
artística marginal del siglo XIX.
Stephan Oettermann lo definió como: la expresión pictórica o la manifestación simbólica de la visión específicamente moderna y burguesa de la naturaleza.

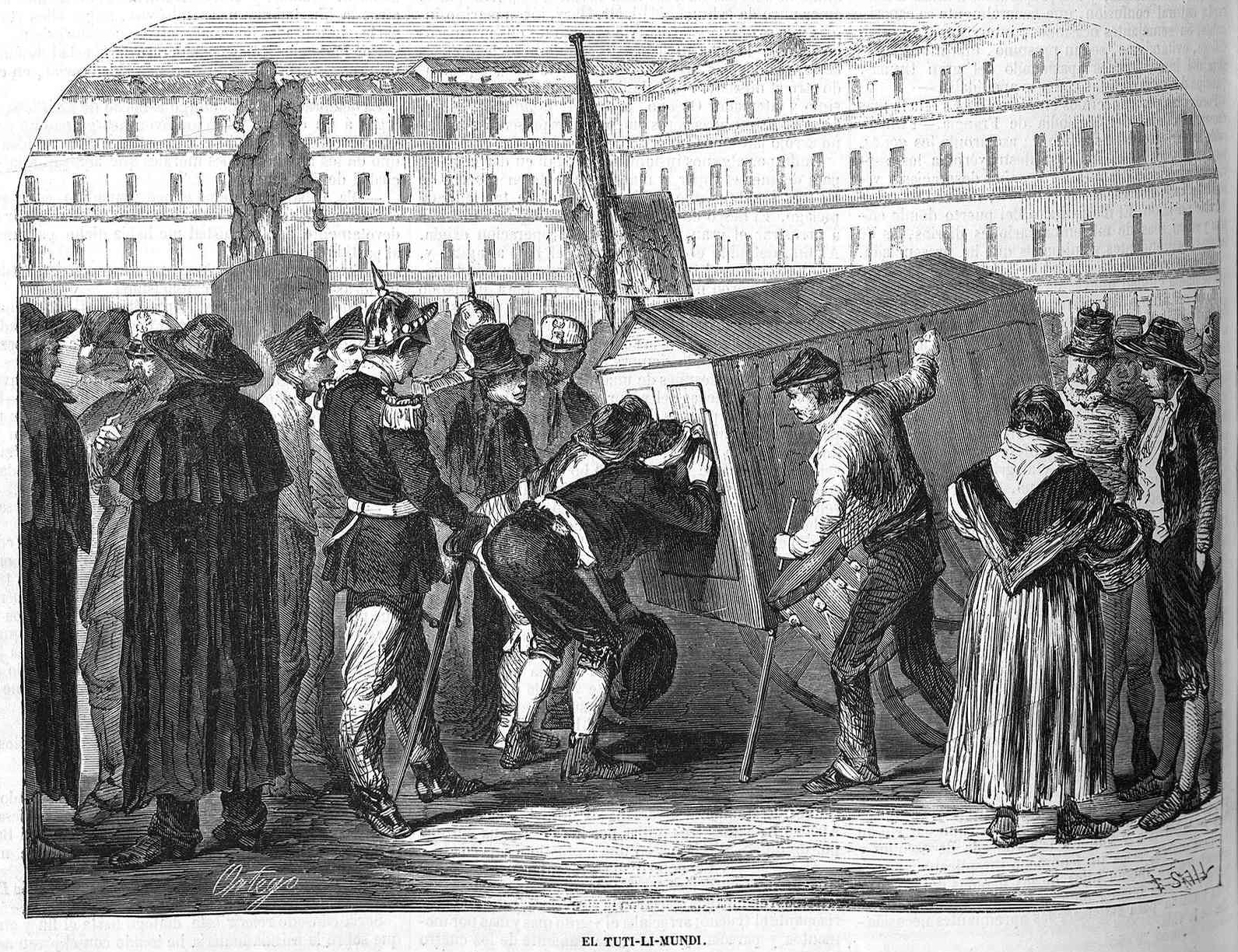
"Tutilimundi" en la Plaza Mayor de Madrid, según grabado de Francisco Ortego publicado en la revista española El Museo Universal, el 28 de julio de 1861.

### Tutilimundi
Los panoramas y cosmoramas tuvieron una versión más popular y sencilla en el Tutilimundi (del italiano tutti li mondi, y también conocido como «mundinovi» o «mundonuevo»).) Presentado dentro de un gran cajón portátil en las ferias y festejos, este espectáculo ambulante evolucionó a lo largo del siglo XVIII partiendo del recurso óptico de la linterna mágica, hasta los retablos mecánicos o ingeniosos juguetes con muñecos movidos por mecanismos de primitiva relojería.

### Diorama
Diorama proviene del griego dio (a través) y horama (vista). Fue inventada por Louis Daguerre y Charles M. Boutón y tuvo su primera presencia publica en 1822 en París. En 1839 Daguerre lo describe en su libro Historique et description des procédés du daguerreotype e du diorama. Consistía en un telón pintado por ambas caras e iluminado por delante primero y por detrás después, de tal forma que en un primer momento sólo se viese la imagen pintada en el anverso, pero con el cambio a una iluminación posterior al cuadro se viese una nueva imagen, es decir, el resultado de la combinación de ambas, consiguiendo así la transfromación temporal de un paisaje o escena.
Aunque su vida fue más corta que la del panorama consiguió superarlo. Sus dimensiones eran más reducidas por lo que su producción y transporte era más fácil y permitía la posibilidad de exponer más de una imagen, pero su exhibición debía realizarse en un local específico con las condiciones técnicas adecuadas. A diferencia del panorama este artilugio consiguió el efecto del cambio temporal a través de la luz y el movimiento.

### Cosmofotografía
Después, con el avance de la fotografía, como era de suponer los cosmoramas fueron sustituidos por la cosmofotografía. Es decir, las imágenes pictóricas y litográficas fueron sustituidas por las fotográficas.

### Kinetoscopio

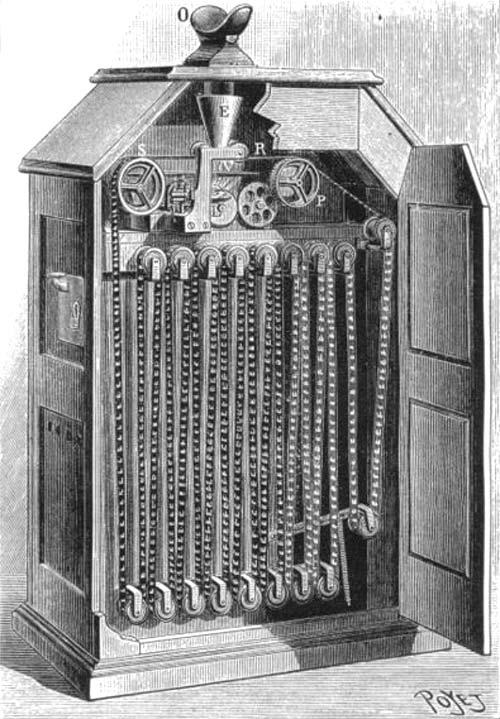
Kinetoscopio.

En lo que se refiere a la contemplación de imágenes por un visor como espectáculo público el último paso será el kinetoscopio. 
FueThomas Alva Edison quien adoptó el cronofotógrafo de Marey y con la ayuda de Edison creó lo que vendría a ser un cinematógrafo individual. La sucesión rápida de imágenes permitía reproducir fielmente la ilusión del movimiento.

### La investigación de la persistencia retiniana mediante dispositivos ópticos
Es importante reseñar que uno de los avances científicos que impulsó la evolución de este medio fue el análisis de Peter Mark Roget, en 1824 al publicar la investigación científica con el título de Persistencia de la visión en lo que afecta a los objetos en movimiento. Que establecía que el ojo humano retiene las imágenes durante una fracción de segundo después de que el sujeto deja de tenerlas delante. Concretamente, se descubrió que si 16 imágenes de un movimiento que transcurre en un segundo se hacen pasar sucesivamente también en un segundo, la persistencia de la visión las une y hace que se vean como una sola imagen en movimiento. Este descubrimiento estimuló a varios científicos a investigar para demostrar el principio, hoy discutido, de la persistencia de la imagen en la retina. 

#### Taumátropo
La investigación se llevó a cabo mediante varios artilugios empezando por el taumatropo (del griego trauma maravilla y tropos acción) Taumatropo.

#### Fenaquistiscopio
En 1783 Plateau construyó el llamado fenaquistiscopio (del griego phenakisticos engañar y scopein mirar).

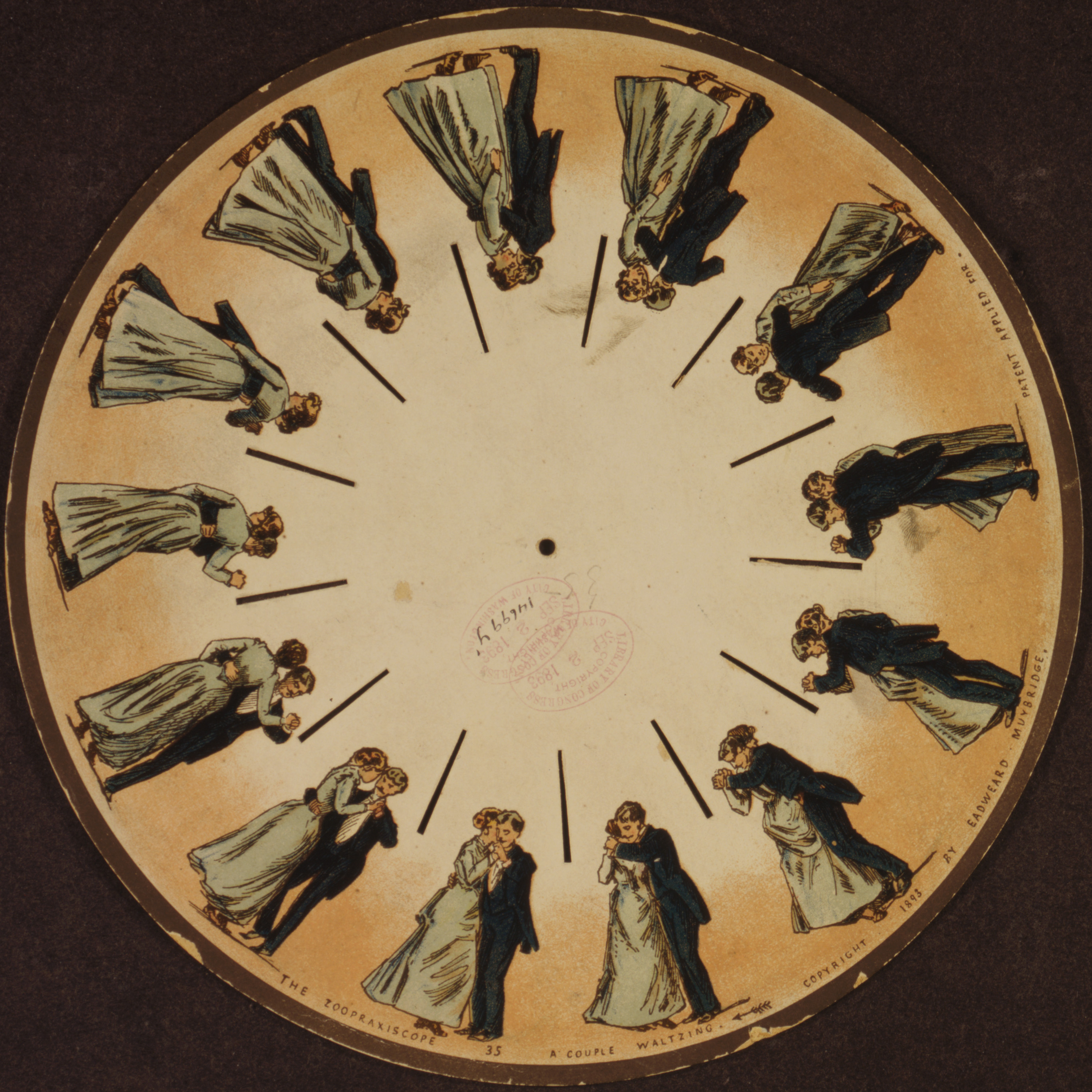
Fenaquistiscopio.

#### Estroboscopio
Casi simultáneamente y sin saberlo, el austriaco Simon Stampfer costruyo un artilugio similar al fenaquitiscopio al que llamó estroboscopio. Una luz de estroboscopio regulada en el período apropiado puede aparentar congelar el movimiento cíclico. Es decir, permite visualizar un objeto que está girando como si estuviera inmóvil o girando muy lentamente.

#### Zoótropo
Más adelante en 1834 se inventó el Zoótropo, del griego zoe (vida) y trope (girar), también denominado zoetrope o daedelum, por William George Horner. Compuesto por un tambor circular con unos cortes. El espectador mira a través de los cortes así los dibujos dispuestos en tiras sobre el tambor, al girar, aparecen en movimiento.

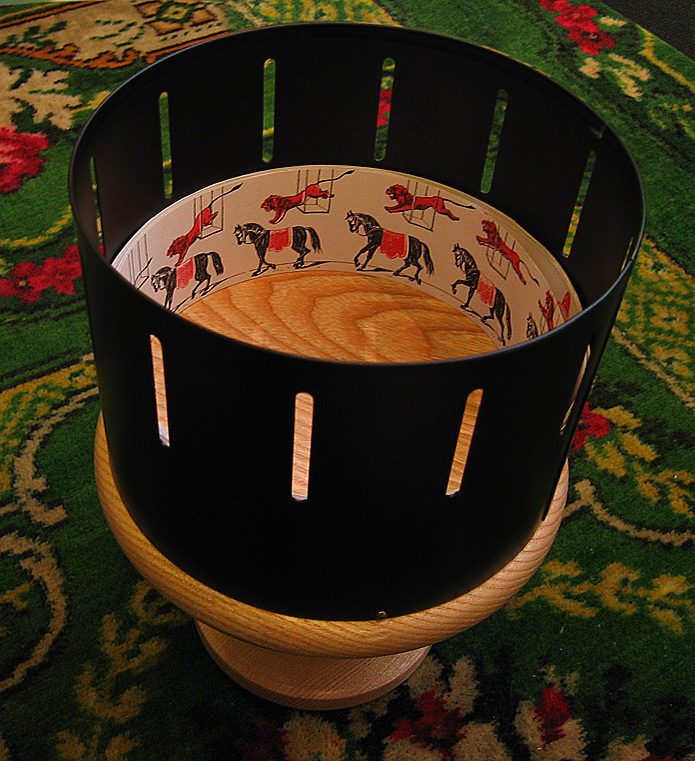
Zootropo.

#### Praxinoscopio
El praxinoscopio es un juguete similar al zoótropo inventado por Émile Reynaud en 1877. En este caso a diferencia de zootropo el espectador mira por encima del tambor. Dentro de este hay una rueda interior con unos espejos en ángulo, que permiten que unas imágenes dibujadas sobre tiras de papel situadas alrededor se reflejen y al girar aparezcan en movimiento.

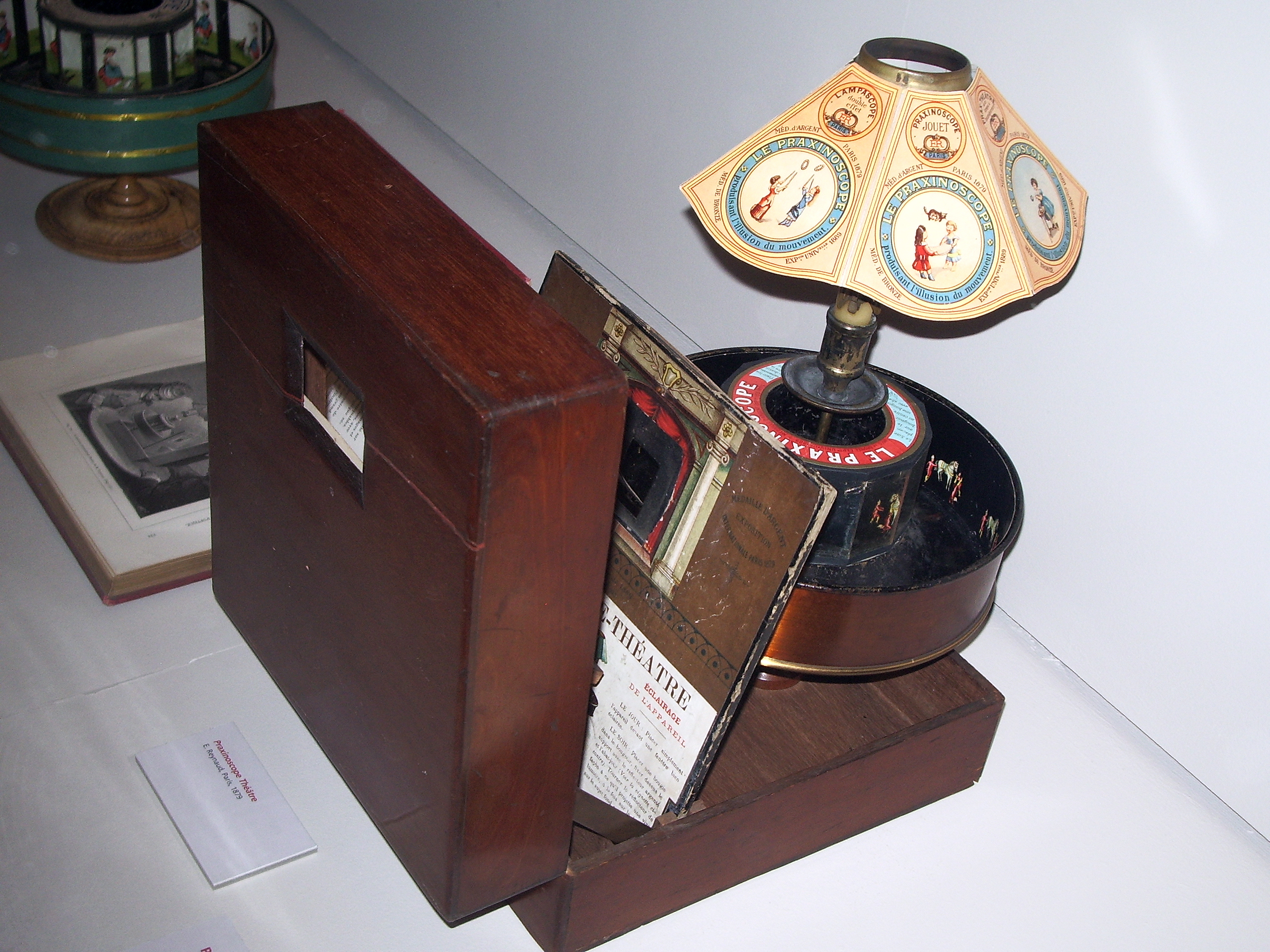
Praxinoscopio.

### Combinación de proyección, movimiento e imágenes
Es a mediados del s XIX cuando se tienen los tres elementos básicos que formarán la técnica cinematográfica: la proyección de imágenes (con la linterna mágica), la fotografía y la reproducción de una imagen en movimiento. Hasta este momento los tres elementos habían evolucionado por separado, es en este momento fue cuando los científico e inventores van a tratar de combinarlos. 

#### Zoopraxiscopio
Muybridge en sus intentos de mejorar su sistema de toma de imágenes de un cuerpo en movimiento construyó el zoopraxiscopio. Este artilugio proyectaba imágenes situadas en discos de cristal giratorios en una rápida sucesión para dar la impresión de movimiento.

#### Fusil fotográfico
En 1882 influido por los trabajos de Muybridge y con la técnica del revólver fotográfico de Janssen, el médico francés Étienne Jules Marey construyó el fusil fotográfico.

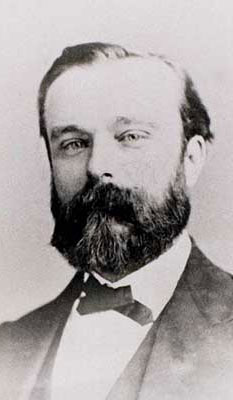
Étienne Jules Marey (1850).

#### Cinematógrafo
La cumbre de toda la evolución de la precinematografía llega a finales del siglo XIX de la mano de los hermanos Lumière con el cinematógrafo, artilugio que filmaba y proyectaba imágenes en movimiento.